# Assosim
AMF Italia – Associazione Intermediari Mercati Finanziari rappresenta gli interessi degli operatori del mercato finanziario italiano nei confronti dello Stato e delle amministrazioni pubbliche, delle altre associazioni, organizzazioni economiche e sociali, pubbliche e private. Il Presidente è Marco Ventoruzzo, il Segretario Generale Gianluigi Gugliotta.
Precedentemente conosciuta come Assosim - Associazione Intermediari Mercati Finanziari, l'associazione ha cambiato la propria denominazione in AMF Italia a partire dal 1º gennaio 2024.